# Raymond Guesdon
Raymond Guesdon, né le 12 septembre 1912 à Passais et mort le 28 février 2000 à Caen, est un homme politique français.

## Biographie
Après des études primaires et secondaires dans son département, Raymond Guesdon, fils d'hôteliers de l'Orne, fait son droit à Paris, et après l'obtention de sa licence, exerce comme avocat à Domfront, en 1934, puis à Paris en 1936.
Mobilisé au début de la Seconde Guerre mondiale, il réussit à échapper à la capture par les troupes allemandes sur la côte normande en embarquant sur un navire anglais. Arrivé en Grande-Bretagne, il reçoit l'ordre de retourner sur le front, ce qu'il fait.
Rendu à la vie civile à l'été 1940, il reprend sa profession d'avocat. Il défend notamment des juifs et des militants communistes. Cette forme de résistance lui semblant insuffisante, il rejoint en février 1943 les Forces Françaises Libres, au sein du réseau Libération-Nord. Par vengeance, les troupes allemandes incendient sa maison familiale en août 1944.
Son action pendant la guerre lui vaut d'être décoré de la Croix de guerre. Il obtient plus tard la légion d'honneur.
N'ayant pas eu jusque là d'engagement politique, il rejoint cependant le Mouvement de Libération Nationale, puis l'UDSR. C'est finalement par admiration pour Léon Blum qu'il adhère à la SFIO et se présente, sans succès, à l'élection de la première assemblée constituante, dans l'Orne.
En juin 1946, il mène la liste socialiste, et obtient 14,5 % des voix, ce qui est suffisant pour obtenir un siège de député. Réélu en novembre, avec 18,7 % des voix, il consacre l'essentiel de son activité parlementaire à la commission des finances, où il siège pendant tout son mandat, et dont il est un des piliers. Il est notamment, à partir de 1948, rapporteur du budget des dépenses militaires.
Cela ne l'empêche pas d'intervenir ponctuellement sur d'autres sujets, notamment la question des loyers et des relations entre bailleurs et locataires.
En 1951, il mène une liste de « défense républicaine », sur laquelle il abandonne la référence à la SFIO au profit de celle « d'indépendant de gauche », qui n'obtient que 13,7 % des voix, et perd son siège de député. Renouant avec la SFIO, il tente de nouveau sa chance en 1956, mais avec 14,9 % des voix, il fait les frais du système des apparentements qui donne tous les sièges aux listes du MRP et de la droite.
Après cet échec, il rejoint le Parti radical, et sous cette étiquette, tente une dernière fois sa chance aux législatives de 1958, sans succès.
Il est cependant cette même année élu maire de Lonlay-l'Abbaye, là où il avait constitué un maquis pendant la guerre, fonction qu'il n'exerce que pendant un mandat, jusqu'en 1965.

## Détail des fonctions et des mandats
Mandat parlementaire
- 2 juin 1946 - 4 juillet 1951 : Député de l'Orne